# Стиллз, Стивен
Стивен Стиллз (англ. Stephen Stills, род. 3 января 1945, Даллас, Техас, США) — вокалист, гитарист, басист, композитор, автор текстов, продюсер.

## Биография
Свою музыкальную карьеру Стиллз начал во время учёбы во флоридском университете в любительской группе The Radars. Чуть позже он присоединился к нью-йоркской фолк-формации Au Go Go Singers. Однако популярность Стивен Стиллз получил во второй половине 1960-х годов как вокалист и гитарист группы «Buffalo Springfield», a мировую известность принесла ему сотрудничество в формации «Crosby, Stills & Nash» (позже Crosby, Stills, Nash & Young).
После распада «Buffalo Springfield» музыкант в 1968 году принял участие в записи альбома «Super Session» вместе с Элом Купером и Майком Блумфилдом. Сольную карьеру Стиллз начал во время частых перерывов в работе трио Crosby, Stills & Nash. Поселившись в Британии, в выкупленной у Ринго Старра резиденции, Стивен собрал музыкантов, с которыми в 1970 году записал дебютный авторский альбом «Stephen Stills». Пластинка поднялась до третьего места в американском чарте и пользуется спросом и сегодня. Кроме хит-сингла «Love The One You’re With» альбом «Stephen Stills» предлагал высокого класса музыкальный эклектизм, представляя композиторский, инструментальный и вокальный талант музыканта. Ходили слухи, что во время записи песни «Black Queen» Стиллз был сильно пьян, однако это не повредило качеству пластинки. Немалыми достижениями были композиции «Old Times Good Times» (записана при участии Джими Хендрикса) и «Go Back Home», которую спродюсировал Эрик Клэптон. Также удачным оказался следующий лонг-плей «Stephen Stills II», представивший, например, пронзительную «Change Partners», обогащённую звучанием духовой секции  «Bluebird» из репертуара Buffalo Springfield, а также выдержанную в нетипичном блюзовом темпе «Nothing To Do But Today». Одно время даже казалось, что сольные записи Стиллза затмевают успех, добытый вместе с Крозби, Нэшем и Янгом. Два очередных альбома, записанных на этот раз с группой Manassas, подтвердили высокий уровень музыканта, хотя он оказался в зависимости абсолютного эклектизма.
Лонгплей «Stills», появившийся в 1975 году, был смелой попыткой выйти из тупика, но очередное издание — записанный вживую альбом «Illegal Stills» поразил своей случайностью. Полный упадок карьеры Стиллза приходится на 1978 год, после развода с французской певицей Вероникой Сансон. В выдержанном в мазохистско-ревнивом тоне альбоме «Thoroughfare Gap», внимания заслуживало только заглавное произведение.
В 1984 году шеф фирмы «Atlantic» Ахмет Ертеген согласился (не без сопротивления) на издание альбома Стивена Стиллза «Right By You», ставшем первым за 6 лет сольным альбомом музыканта. Данный лонг-плей разочаровал старых поклонников Стиллза, но все же он был самой светлой работой музыканта со времен второго сольного альбома. В композиции «Can not Let Go», вышедшей в формате сингла, Стиллз в дуэте с Лэрри Финнигеном вновь продемонстрировал свои вокальные возможности. В 1980-х годах причудливый музыкант возвратился к сотрудничеству с Крозби, Нэшом и реже с Янгом, а 1991 года издал акустический альбом «Stills Alone». На этой ретроспективной, с охрипшим вокалом пластинке можно было услышать, например, версии «In My Life» The Beatles и «Ballad Of Hollis Brown» Боба Дилана. В 1992 году Стиллз снова засверкал как гитарист в возрожденном Crosby, Stills & Nash.

## Дискография

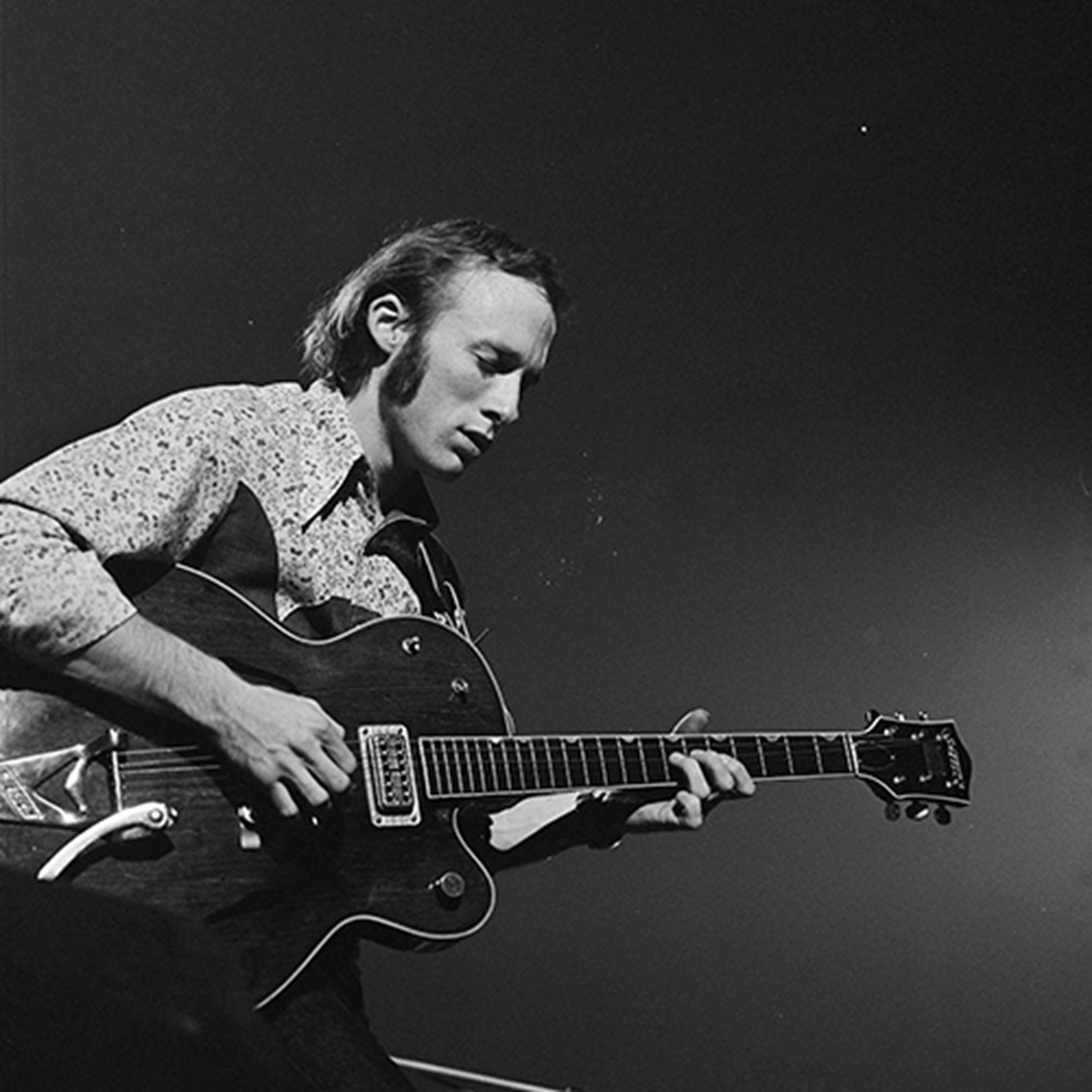
Стиллз (1972)

- 1968: Super Session (вместе с Элом Купером и Майком Блумфилд)
- 1970: Stephen Stills
- 1971: Stephen Stills II
- 1972: Manassas (как Stephen Stills 'Manassas)
- 1973: Manassas Down The Road (как Stephen Stills 'Manassas)
- 1975: Stills
- 1975: Stephen Stills Live
- 1976: Illegal Stills
- 1976: Long May You Run (как Stills — Young Band)
- 1977: Still Stills — The Best Of Stephen Stills
- 1978: Thoroughfare Gap
- 1984: Right By You
- 1991: Stills Alone